# Халили (поэт)
Халили (азерб. Xəlili, ок. 1407, Тебриз или Диярбакыр — 1485, Изник) — азербайджаноязычный поэт XV века, живший в Османской империи.
Известен как Халил Ибрагим-бей или Шейх Халили. Родился в Тебризе или Диярбакыре примерно в 1407 году. Из сведений полученных из его произведений и из работ его мемуаристов следует, что в юные годы Халили писал стихи, пропагандирующие идеи хуруфизма. Для распространения хуруфизма отправился в Османскую империю.
В молодости приехал в Изник и прожил в этом городе всю оставшуюся жизнь за исключением 1465 года, проведённого в Стамбуле. Был шейхом в монастыре (ханка), который сам и основал.
В стихах Халили наблюдается сильное влияние Авхади Марагаи и Насими, сам же он повлиял на Хабиби и других поэтов XVI века.
Известен поэмой-маснави «Фюркат-наме» (Fürkatnâme, Firkat-nâme или Firak-nâme) (1471—1472), состоящей из 1334 двустиший и содержащей стихотворения в разных стилях (газели, мухаммесы, мурабба и др.). Несмотря на то, что лирическим героем «Фюркат-наме» является сам Халили, среди исследователей нет единого мнения, повествует поэма о любви к реальной женщине или о мистической любви.
Скончался Халил в 1485 году.